# Janicea
Janicea is een geslacht van kreeftachtigen uit de klasse van de Malacostraca (hogere kreeftachtigen).

## Soort
- Janicea antiguensis (Chace, 1972)